# Nubécourt
Nubécourt is een gemeente in het Franse departement Meuse (regio Grand Est) en telt 281 inwoners (1999).
De gemeente maakt deel uit van het arrondissement Bar-le-Duc en sinds maart 2015 van het toen opgerichte kanton Dieue-sur-Meuse. Daarvoor was het deel van het toen opgeheven kanton Seuil-d'Argonne.

## Geografie
De oppervlakte van Nubécourt bedraagt 27,5 km², de bevolkingsdichtheid is 10,2 inwoners per km². De plaats ligt aan de rivier de Aire.
De onderstaande kaart toont de ligging van Nubécourt met de belangrijkste infrastructuur en aangrenzende gemeenten.

## Demografie
Onderstaande figuur toont het verloop van het inwonertal (bron: INSEE-tellingen).